# Скірнір
Сќірнір (давньосканд. «ясносяючий») — у германо-скандинавській міфології друг, помічник та слуга бога родючості Фрейра. Скірнір — це промінь світла і тепла, що посилається на землю сонячним богом. Він запозичує сяйво у свого пана, «світлого Фрейра» (skírom Frey, «Промови Грімніра», 43/5). Вважають, що поблизу Осло, був древній культовий центр Фрейра.

## Сватання до Герд
У розділі 34 Прозової Едди Gylfaginning Скірнір також вирушає до гномів, щоб змусити їх зробити чарівні окови Глейпнір, щоб прив'язати вовка Фенріра.
Свого часу саме Скірнір допоміг своєму господареві засвататися до велетки Герд. Боячись, що Герд не прийме пропозицію руки та серця, Фрейр просить свого вірного слугу Скірніра поїхати та засватати велетку. Альв погоджується, але просить у Фрейра два міфологічних атрибута бога сонця: сонячного коня і сонячний меч.

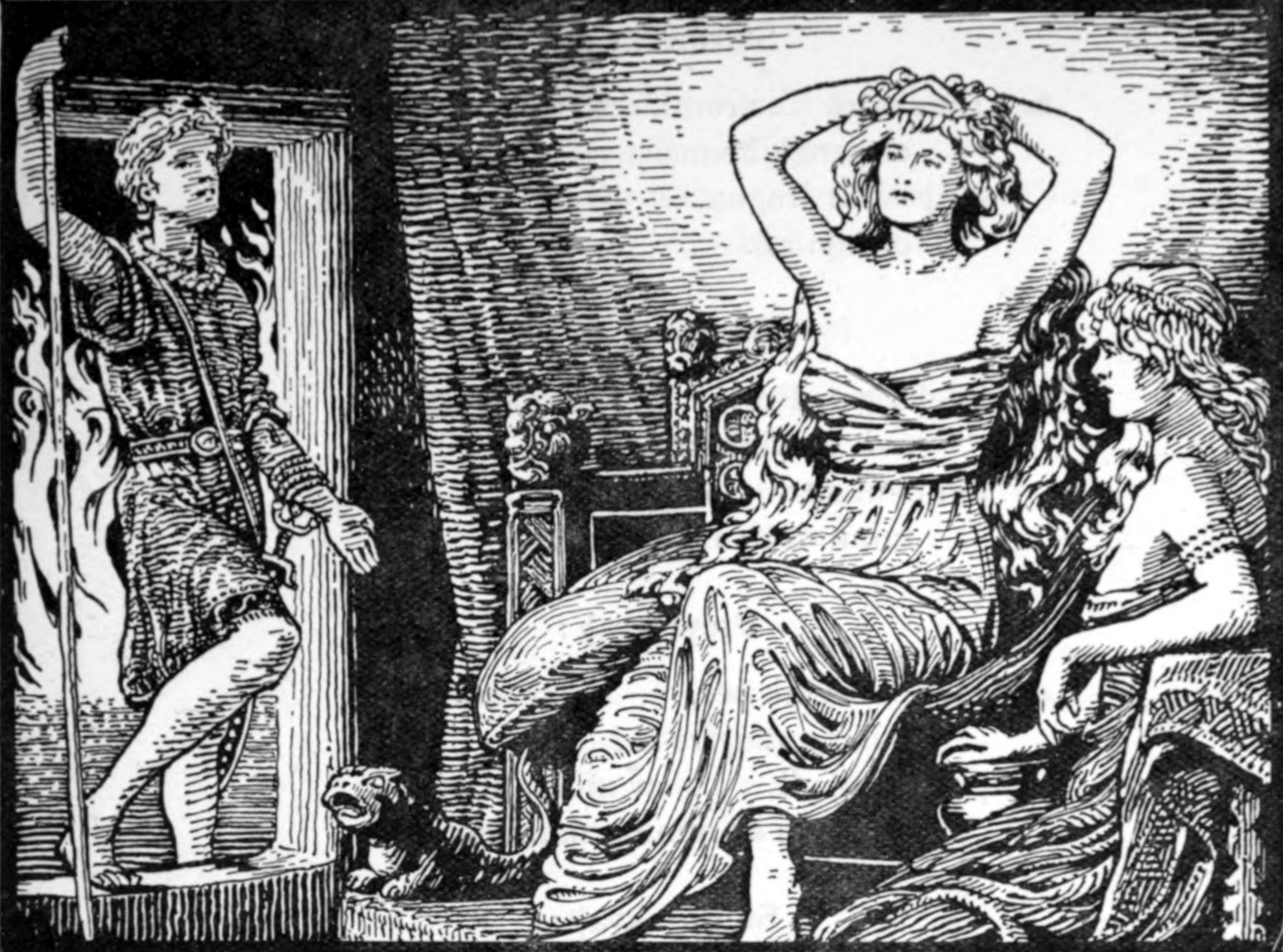
«Сватання Герд»

Також слуга непомітно викрав відображення бога зі струмка, помістивши його в розі, 11 золотих яблук та каблучку Драупнір. Під'їхавши до оселі Гюміра, він почув гучне і протяжне виття сторожових псів, уособлення зимових вітрів. Пастух, що охороняв стадо поблизу, сказав йому, що неможливо буде наблизитися до будинку через вогонь, що горить навколо нього. Але Скірнір, знаючи, що Блодугхові перелетить будь-яку перешкоду, просто пришпорив коня і, цілим та неушкодженим опинившись у оселі велетки.
Щоб схилити прекрасну діву прийняти пропозиції його господаря, він показав вкрадений портрет, запропонував їй золоті яблука і чарівне кільце, яке вона, однак, відкинула з пихою, сказавши, що у її батька досить золота. Обурюючись з приводу її відмови, Скірнір погрожує відрубати їй голову чарівним мечем, але це анітрохи не злякало Герд. Вирізавши руни на палиці, він сказав їй, що якщо вона не погодиться стати дружиною Фрейра, то буде або приречена на вічну самотність, або вийде заміж за старого інеїстого велетня, якого вона ніколи не зможе покохати.
Налякана Герд, урешті-решт, погоджується стати дружиною Фрейра і відбувається від Скірніра обіцянкою, що зустріне свого нареченого на дев'яту ніч на землі Баррі, в зеленому гаю, де вона прожене печаль свого нареченого і зробить його щасливим.
На знак подяки отримав в подарунок коня, який раніше був улюбленим у самого бога. Скірнір прекрасно зрозумів, що Фрейр потім буде шкодувати про свій вчинок, і повернув подарунок. Хоча періодично позичає його для власних поїздок.